# Jurica Vučko
Jurica Vučko (Split, 8 d'octubre de 1976) és un futbolista croat, que ocupa la posició de davanter.

## Trajectòria
Va començar a l'Hajduk Split, on va marcar 37 gols en 104 partits. L'any 2000 marxa al Deportivo Alavés, de la primera divisió espanyola. El croat hi va romandre sis temporades a l'Estat espanyol, les dues primeres a la màxima categoria amb l'Alavés, i les altres quatre a Segona amb la UD Salamanca, el Polideportivo Ejido i el mateix Alavés. No va arribar a consolidar-se com a titular en cap d'ells. De fet, va jugar un total de 105 partits, dels quals només va ser titular en 34, i va marcar 12 gols.
El 2006 retorna a l'Hajduk Split però tampoc hi destaca, i a l'any següent, hi recala a l'exòtic Tianjin Teda.